# Калгнитунуп
Калгнитунуп (Калгнитынуп) — потухший вулкан на полуострове Камчатка, Россия. Относится к Седанкинскому вулканическому району.
Вулкан находится в водораздельной части Срединного хребта. На его склонах берет исток река Кемлеваям (приток реки Калгауч), река Кэбенэйваям. У поджножия в течении Кэбенэйваяма расположено живописное озеро Гаканаллин, зажатое горными склонами и состоящее из двух чащ, соединенных протокой.
Форма вулкана представляет собой разрушенный естественными процессами эрозии конус. Подножие перекрыто молодыми излияниями вулкана Кэбеней. Склоны вулканической постройки эродированы глубокими промоинами. Вершина вулкана представлена скальным гребнем с виде полукруга диаметром около 1 километра. Вулканическая постройка занимает площадь в 19 км². Извержения занимают объем порядка 4 км³. Абсолютная высота — 1413 м, относительная высота — около 600 м. Основной строительный материал вулканической постройки — лавовые потоки, местами смешанные с небольшим количеством пирокластического материала. Состав продуктов извержений представлен андезитами, базальтами и андезито-базальтами.
Деятельность вулкана относится предположительно к среднечетвертичному периоду.
- Калгнитунуп
- Чаши озера Гаканаллин. Слева вулкан Калгнитунуп